# 岡田&こじるり 違うdeSHOW!
『岡田&こじるり 違うdeSHOW!』（おかだこじるり ちがうデショー）は、インターネットテレビ局AbemaTV内AbemaNewsにて2016年12月18日 - 2017年3月26日に配信された情報バラエティ番組。

## 概要
「同じ商品でも製造企業が違えば、そこには企業戦略があり日本経済が見えてくる。」という理念の下、コンビニやスーパーなどに並ぶ身近な類似商品を徹底比較し、違いを検証していく商品比較番組。略称は『違うdeSHOW!』。
メインMCに岡田圭右、アシスタントMCに小島瑠璃子が就任。ゲストとともに商品を比較し、それぞれマトリックスチャートに表していく。毎回テーマに沿った解説者も1名出演し、各社製品の違いを説明する。取り上げたテーマは納豆、ティッシュ　飲むヨーグルト、おでん　歯磨き粉　ハンドクリーム　メロンパン　筒形成型ポテトチップス、板チョコレート（ミルク）など食品が多かった。国内大手2社、海外輸入品、価格で勝負する低下価格戦略の商品などテーマに合わせて5商品ほどが毎週取り上げられた。

## 出演者

### MC
- 岡田圭右（ますだおかだ）
- 小島瑠璃子

### アシスタント
- しーくいーん（日野麻衣、三田寺理紗）

## 配信リスト
| 配信回 | 配信日          | テーマ商品                       | ゲスト                 | 解説者                                                  | 特記                               |
| ------ | --------------- | -------------------------------- | ---------------------- | ------------------------------------------------------- | ---------------------------------- |
| #1     | 2016年 12月18日 | 納豆（前編）                     | 吉川友                 | 町田忍（庶民文化・郷土料理専門家）                      |                                    |
| #2     | 12月25日        | 納豆（後編）、ティッシュ         | 吉川友                 | 町田忍（庶民文化・郷土料理専門家） 日向結衣（YouTuber） |                                    |
| 特番   | 2017年 1月1日   | 正月スペシャル                   |                        |                                                         | 第1回、2回を再編集 日曜14:00‐15:30 |
| #3     | 1月8日          | 袋入りポテトチップス（うす塩味） | 都丸紗也華             | 松林千宏（お菓子勉強家）                                |                                    |
| #4     | 1月15日         | 飲むヨーグルト                   | 中村静香               |                                                         |                                    |
| #5     | 1月29日         | 歯磨き粉                         | 井上咲楽               |                                                         |                                    |
| #6     | 2月5日          | おでん                           | 竹内朱莉、もえのあずき |                                                         | [ 9 ]                              |
| #7     | 2月12日         | ハンドクリーム                   | 蒼井そら               | 蘇原しのぶ（皮膚科医師）                                |                                    |
| #8     | 2月26日         | メロンパン                       | 片山萌美               | 針生謙一（イラストレーター）                            |                                    |
| #9     | 3月5日          | 缶コーヒー（微糖）               | 天木じゅん             |                                                         |                                    |
| #10    | 3月12日         | 筒形成型ポテトチップス           | 嗣永桃子               | 松林千宏（お菓子勉強家）                                |                                    |
| #11    | 3月26日         | 板チョコレート（ミルク）         | 嗣永桃子               | 松林千宏（お菓子勉強家）                                |                                    |

## スタッフ
- ナレーション：井上麻里奈
- 企画総合演出：村上和彦
- 構成：川上トリオ
- CAM：福元憲之、小平智紀
- アートディレクション：横井勝
- CGディレクション：小林宏嗣
- CGデザイン：河原優香
- 音効：窪村友絵
- リサーチ：丸井乙生、矢橋千尋、高橋麻衣
- AD：嶋脇レンゾ、山田大詞
- ディレクター：境清吾、山本健雄
- 演出：井筒栄志
- プロデューサー：谷口欽也、植木一実、奥山明宏
- 制作著作：AbemaTV、AbemaNews
- 制作協力：アリエデナサソ